# Casumo
Casumo — мальтійська компанія, що надає послуги онлайн-казино та букмекерських контор, відеослоти, ігри з джекпотами, казино, настільні ігри та ставки на спорт. Офіс розташовано у Свієкі на Мальті, інші офіси працюють у Барселоні, Гібралтарі та Загребі. Власник онлайн-казино Dunder.

## Історія та ліцензування
Casumo має ліцензію на онлайн-казино від Управління з азартних ігор Мальти. У 2015 році компанія отримала ліцензію на діяльність у Великій Британії, а у 2018 — у Швеції. У березні 2018 року Casumo уклала партнерство з Kambi Group для запуску продукту ставок на спорт, а наприкінці 2019 року вийшла на ринок букмекерських послуг у Великій Британії. У 2019 році компанія отримала п'ятирічну ліцензію на діяльність у Данії, а у 2022 — схвалення від Комісії з алкоголю та азартних ігор Онтаріо (AGCO) на роботу в сфері iGaming в Канаді.

## Діяльність
У березні 2018 року Casumo уклала угоду з Kambi Group — постачальником B2-рішень для спортивних ставок.
У квітні 2022 року компанія оголосила про партнерство з постачальником контенту для iGaming SYNOT Games.

## Спонсорство
Компанія спонсорувала кіберспортивну команду Planet Odd та арену Wembley. У 2019 році стала спонсором ФК Редінг.

## Санкції
- 2018: штраф у £5,85 млн від Комісії з азартних ігор Великої Британії за порушення норм щодо відмивання коштів та соціальної відповідальності[17][18].
- 2019: штраф у €310 тис. від регулятора Нідерландів за незаконну діяльність на місцевому ринку[19][20].
- 2021: штраф у €7 млн від британського регулятора за недотримання правил відповідальної гри[21].
- 2022: ще один штраф у £6 млн за неналежну взаємодію з клієнтами та порушення норм боротьби з відмиванням коштів[22].